# Ostrów Wielkopolski
Ostrów Wielkopolski és una ciutat de Polònia, del voivodat de Gran Polònia. El 2018 tenia 72.364 habitants.

## Història
Ostrów va rebre els privilegis de ciutat el 1404, però l'estancament econòmic causat pels incendis, les guerres i una noblesa feble al segle xvi va portar els funcionaris de la vila a deixar caure la seva condició de ciutat el 1711. El 1714 un noble d'Ostrów, Jan Jerzy Przebendowski, va intervenir a la cort reial per tornar a aconseguir l'estatus de ciutat.
Durant la Segona Guerra Mundial un nazi del camp de treball Staatspolizeistelle Litzmannstadt Arbeitserziehungslager Ostrowo fou operat dins dels límits de la ciutat, on 193 persones van morir. La ciutat fou un dels principals centres de conspiració anti-nazi a la regió de Gran Polònia. El 1941, després de la repressió de la Gestapo a la seu de la branca de Poznań de l'exèrcit de la Unió per a la lluita armada, la seu es va traslladar a Ostrów.

## Ciutats agermanades
- Lecce, Itàlia
- Delitzsch, Alemanya
- Nordhausen, Alemanya
- Brantford, Canadà
- Bergerac, França